# Valentin Kuzin
Valentin Kuzin (rusky : Валентин Егорович Кузин) (23. září 1926, Novosibirsk – 13. srpna 1994, Moskva) byl sovětský reprezentační hokejový útočník. Je členem Ruské a sovětské hokejové síně slávy (členem od roku 1954).
S reprezentací Sovětského svazu získal jednu zlatou olympijskou medaili (1956). Dále je držitelem jednoho zlata (1954) a jedno stříbro (1955) z MS.